# Shoppingkärra

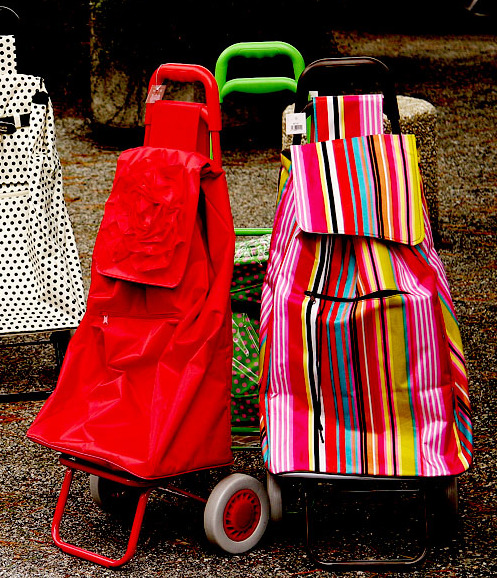
Shoppingkärror.

En shoppingkärra, shoppingvagn eller dramaten är en typ av tvåhjulig väska med handtag.
Den är användbar till att frakta varor i, speciellt för personer som inte kan eller orkar bära exempelvis tunga matkassar. Eftersom den ofta används för att dra mat har den i folkmun fått smeknamnet dramaten (dra maten).